# Тхаа
Атолл Тхаа (мальд. ކޮޅުމަޑުލު), или  атолл Колхумадулу, — административная единица Мальдивских островов. Он полностью соответствует природному атоллу с таким же названием. Административный центр атолла Каафу располагается на острове Вейманду.
Воды, окружающие этот атолл, служат хорошими районами для рыболовства и перерабатывающие рыбный улов предприятия расположены на некоторых островах атолла.
Традиционно мальдивцы называют атолл  просто Колхумадулу без добавления слова атолу в конце.

## Административное деление
Хаа Алифу, Хаа Даалу, Шавийани, Ноону, Раа, Баа, Каафу, и т. д. являются буквенными обозначениями, присвоенными современным административным единицам Мальдивских островов. Они не являются собственными названиями атоллов, которые входят в состав этих административных единиц. Некоторые атоллы разделены между двумя административными единицами, в другие административные единицы входят два или более атоллов. Порядок буквенных обозначений идет с севера на юг по буквам алфавита тана, который используется в языке дивехи. Эти обозначения неточны с географической и культурной точки зрения, однако популярны среди туристов и иностранцев, прибывающих на Мальдивы. Они находят их более простыми и запоминающимися по сравнению с настоящими названиями атоллов на языке дивехи (кроме пары исключений, как, например, атолл Ари).

## Обитаемые острова
В состав атолла Тхаа входят 13 островов, имеющих постоянное местное население: Буруни, Дхиямингили, Гхаадиффуши, Гураидхоо, Хириландхоо, Кандоодхоо, Кинбидхоо, Мадифуши, Омадхоо, Тимарафуши, Вандхоо, Вейманду и Вилуфуши.

## История
Интересные археологические находки, относящиеся к буддизму, были найдены на острове Кинбидхоо, в том числе и развалины крупной ступы.